# Histoire de la métaphysique
 (mai 2009).
 (mai 2009).
Si vous disposez d'ouvrages ou d'articles de référence ou si vous connaissez des sites web de qualité traitant du thème abordé ici, merci de compléter l'article en donnant les références utiles à sa vérifiabilité et en les liant à la section « Notes et références ».
 (septembre 2016).
Améliorez-le ou discutez des points à vérifier. 
L'histoire de la métaphysique couvre les développements progressifs et les évolutions dans les théories et les discours métaphysiques, depuis ses origines sous l'Antiquité grecque jusqu'au XXe siècle.

## Antiquité

### Origines de la métaphysique
Les origines de la métaphysique se confondent avec celles de la philosophie en général. La philosophie, telle qu'elle apparaît au VIe siècle av. J.-C., est d'abord une spéculation abstraite. Elle traite en premier de la question du principe de toute chose.  

### Physiologues
Les premiers philosophes, en Grèce et en Asie mineure, sont les physiologues, qui mènent des recherches sur les origines et la constitution de la nature. S'ils développent des thèses parfois qualifiées de métaphysiques, elles demeurent selon Jean Frère « rationnellement insatisfaisantes » et n'appartiennent pas réellement à la métaphysique.
Parménide est l'un des physiologues dont des écrits nous soient parvenus. Membre de l'école éléatique, située à Élée (actuelle Italie), il fonde une science de l'être en tant qu'être (ontologie, terme forgé au XVIIe siècle à partir du mot grec ontos). Cette science est le point le plus ancien de la métaphysique occidentale, qui trouve son expression dans le traité De la nature. 
Parménide s'attache à développer une véritable pensée de l'être (ontos). Il identifie être et pensée, et il interdit la pensée vraie d'autre chose que ce qui est, avec les conséquences logiques que cela comporte. Il écrit : « La première voie de recherche dit que l'être est et qu'il n'est pas possible qu'il ne soit pas. C'est le chemin de la certitude, car elle accompagne la vérité. L'autre c'est que l'être n'est pas et que le non-être est. Cette voie est un sentier étroit où l'on ne peut rien apprendre ». Il oppose l'être, voie d'accès à la vérité, et la doxa, l'opinion confuse.

### Platon
Platon marque le deuxième grand moment de l'évolution de la métaphysique, qui aboutit à l'établissement d'une authentique métaphysique. S'il n'utilise jamais le terme de « métaphysique », qui n'apparaît que dans le sillage de son disciple Aristote, Platon développe une théorie métaphysique qui forme la théorie des Idées. Elle est acceptée comme de nature métaphysique par beaucoup des experts de la pensée grecque.

### Aristote
Aristote est le premier philosophe à développer une métaphysique à proprement parler. Il pose la question fondamentale de l'être, qui est la question des principes et des causes. Il dégage le concept d'ousia (la substance), et lie ainsi la recherche physique (qui relève de l'étude de la nature) à la recherche métaphysique.
Aristote s'efforce de distinguer les différents sens du mot être, pour éviter les pièges logiques de la pensée parménidienne. Ces analyses préfigurent la pensée analytique et les tentatives de dépasser la métaphysique antique et médiévale par l'analyse du langage.
Aristote résume l'ensemble des questions portant sur la nature et sur l'être à la question : qu'est-ce que la substance (ousia) ? (Métaphysique, livre Z, 1028a 10-20). On ne peut parler de ce qui est, dans quelque ordre que ce soit, sans savoir ce qu'est la substance, qui reçoit des prédicats suivant des relations nécessaires ou accidentelles. Ces relations fondent la possibilité de la connaissance, d'une science étudiant les relations nécessaires et les causes premières, une « science de l'être en tant qu'être » (Métaphysique, livre Γ, 1003 a 21). Le problème est alors de savoir ce qu'est la substance simpliciter, c'est-à-dire ce qu'elle est en tant qu'elle est, en elle-même. En ce sens, la métaphysique d'Aristote s'éloigne sur certains points spécifiques laissés en suspens par la philosophie de l'être de Platon. Comme, par exemple, l'écart entre la science de la substance (Métaphysique) et celle des principes de la démonstration (Logique) ou encore l'existence de substances qui ne soient pas sensibles comme les Nombres pour les pythagoriciens ou les Idées pour les platoniciens. 
Dans l'ensemble de son histoire, la pensée philosophique classique des grecs a tenté d'élaborer des réponses rationnelles et satisfaisantes au regard des critères démontrés ou supposés du discours (logos) et de la raison. L'être est ainsi l'une des catégories fondamentales de la pensée antique.

### Le stoïcisme
Les stoïciens, dans le sillage d'Épictète, n'ont pas de « métaphysique » à proprement parler, dans le sens où ils considèrent qu'il n'y a rien après leur théorie physique. Aucune discipline, à leurs yeux, n'étudie non plus la physique d'un point de vue différent, surélevé, qui pourrait être qualifié de métaphysique. Le concept de physique englobe en effet, chez les stoïques, toutes les choses, dont les phénomènes.
Toutefois, certains, comme Jacques Brunschwig, ont soutenu que les stoïciens ont eu une pensée que l'on peut définir comme métaphysique de deux manières. Premièrement, leur pensée métaphysique fait partie de leur théorie physique ; deuxièmement, leur métaphysique renvoie à la tripartition stoïcienne de leur philosophie (physique, logique, éthique).
Toutefois, ils affrontent les objections du scepticisme et de la nouvelle académie en se faisant les défenseurs de la substance. Ils créent une conception logique de la réalité, qui sera redécouverte seulement au début du XXe siècle.
La lutte entre métaphysique et scepticisme structure une grande partie de l'histoire de la philosophie, et c'est pour surmonter cette tension qu'Emmanuel Kant élaborera sa philosophie critique.

## Période médiévale

### Intégration dans les civilisations islamique, juive et chrétienne
Cette pensée grecque de la réalité, qui fait parfois de l'être, ou même de l'au-delà de l'être, le fondement divin du monde, s'est trouvée intégrée par étapes successives dans les références intellectuelles des civilisations islamiques, juives et chrétiennes. Elle transforma considérablement les fondements intellectuels strictement théologiques et issus des différentes Révélations concernées, et structura le socle culturel et philosophique de l'occident.
On en dresse ci-dessous les principales étapes.

### Transmission de la pensée d'Aristote à la civilisation islamique
Ce fut d'abord la civilisation islamique qui intégra la pensée d'Aristote, ainsi que celle de Platon, au VIIIe siècle, dans le centre intellectuel de Bagdad, favorisant le développement des sciences que nous connaissons sous l'expression « âge d'or de la civilisation arabo-musulmane ». Voir Kalâm.
L'empire byzantin avait aussi reçu cet héritage. Du fait des dissensions entre occident et orient, dans le haut Moyen Âge, on ne connaissait que Platon, et pas encore Aristote. La pensée d'Aristote ne commença à parvenir en occident qu'au Xe siècle, via les échanges avec les Arabo-musulmans.

### Début de l'intégration de la pensée d'Aristote en Occident
Le moine Gerbert d'Aurillac, devenu pape sous le nom de Sylvestre II, introduisit des éléments de la pensée d'Aristote, un peu avant l'An mil, dans les écoles urbaines d'occident.
Puis, au XIIe siècle, les œuvres d'Aristote furent traduites directement du grec au latin par Jacques de Venise, ainsi que par Gérard de Crémone en Espagne (de l'arabe) et Henri Aristippe en Sicile (du grec), puis par Albert le Grand et Guillaume de Moerbeke, proche de Thomas d’Aquin. Elles furent diffusées en occident par le réseau des écoles urbaines, provoquant ce qui fut appelé la redécouverte d'Aristote. C'est à Jacques de Venise que l'on doit les premières traductions du grec au latin de la Métaphysique, qui étaient encore incomplètes (livre I à livre IV, 4, 1007a31). 
Cette époque correspond aussi à l'apogée de la lecture des Saintes Écritures selon les quatre sens de la tradition judaïque repris au IIIe siècle par Origène.

### Intégration dans les universités,Albert le Grand,Thomas d'Aquin
Albert le Grand joua un rôle très important en introduisant dans les universités d'Europe, alors en création, les sciences grecque et arabo-musulmane. 
Ce fut Thomas d'Aquin qui, au XIIIe siècle, entreprit une réconciliation complète entre l'œuvre d'Aristote et le christianisme. On reprit la dénomination : métaphysique (meta ta physika, après la physique).  
La philosophie première est pour Thomas d'Aquin une connaissance rationnelle et naturelle, qui précède chronologiquement la théologie, connaissance surnaturelle qui dépasse la raison sans la contredire.
Thomas distinguait l'être et l'essence : Dieu est, de par sa propre essence, mais la créature a l'être.
L'encyclique Fides et Ratio (foi et raison) rappelle dans les grandes lignes ce processus de réconciliation entre le christianisme et la pensée d'Aristote.
La pensée métaphysique et la pensée théologique se sont ainsi trouvées indissociablement liées durant toute la période scolastique, et formaient le fondement de l'enseignement dans les universités. Ces enseignements étaient même les plus prestigieux (l'épisteme), par rapport aux enseignements scientifiques (la techne).
L'influence théologique s'est développée au moins jusqu'à Hegel et Schopenhauer, et fut violemment dénoncée par Friedrich Nietzsche.

## Période moderne

### XVIesiècle
La philosophie en France pendant la Renaissance est un domaine qui reste à défricher. Emmanuel Faye a consacré un ouvrage à ce sujet. Ces études permettent de mieux comprendre les évolutions ultérieures de la métaphysique.
Le XVIe siècle ne voit pas de changement marquant dans la métaphysique : les enseignements de cette discipline restent globalement ceux de la scolastique. Charles de Bovelles par exemple a écrit des traités métaphysiques, dont la méthode se révèle concise et structurée. Il fut censuré pour avoir simplement écrit dans un poème que « la science passe avant la prière ».
Le théologien Pierre Charron commence cependant à se démarquer de la métaphysique. Descartes s'inspirera de sa méthode du doute pour la rédaction du Discours de la méthode.

### XVIIesiècle
Une nouvelle représentation du monde
Au XVIIe siècle, une crise commença à s'installer dans le champ de la métaphysique, dont la raison était due principalement au changement de représentation du monde induit par la découverte de l'héliocentrisme.
Ces conceptions remettaient en cause bon nombre d'idées reçues. En effet, dans un des livres de la philosophie première d'Aristote, on considérait que la Terre était fixe et que le Soleil tournait autour de la Terre. Cette théorie reprenait la thèse géocentrique de Ptolémée.
Plus grave, les nouvelles théories remettaient en cause quelques passages de la Bible (par exemple, une ligne du  psaume 92 (93) était rédigée à cette époque dans un sens géocentrique : "Tu as fixé la terre immobile"...).
À cette époque, le père Marin Mersenne, qui était au centre d'une correspondance entre les plus grands esprits philosophiques et scientifiques, publia en 1623 Questions sur la Genèse, qui était davantage une diatribe contre ses contemporains et une attaque contre la Kabbale chrétienne, qu'un véritable traité, comme l'a montré Robert Lenoble.
De telles considérations sur la lecture des passages cosmologiques de l'Ancien Testament remettaient en cause toute la science scolastique fondée sur Aristote, par exemple la correspondance entre la théorie de la cause efficiente d'Aristote avec son corollaire le mouvement, et les concepts naissants de la dynamique : vitesse et accélération.
Ces ambiguïtés sémantiques pourraient apparaître anodines aujourd'hui, mais, au XVIIe siècle, elles sapèrent en réalité les fondements de la métaphysique scolastique, la discipline la plus prestigieuse enseignée dans les universités, très liées à l'Église à cette époque. Elle discrédita les théologiens, remit en cause les textes fondamentaux eux-mêmes (la Bible), conduisant les intellectuels au scepticisme vis-à-vis de la religion, et à l'accusation d'obscurantisme et de superstition.

#### Descartes et lecogito
Dans le discours de la méthode (1637), premier ouvrage philosophique écrit en français, Descartes décrivit le doute comme méthode afin de revoir ses connaissances et d'acquérir une certitude scientifique.
Dans les méditations métaphysiques (1641), écrites pour un public plus averti, donc en latin, il alla beaucoup plus loin : il introduisit un doute, que l'on peut qualifier d'hyperbolique : les causes premières devinrent, pour Descartes, un principe premier appuyé sur le fait de penser, le fameux cogito ergo sum. Le cogito était déjà décrit dans le discours de la méthode mais les implications métaphysiques du cogito n'apparaissent vraiment que dans les méditations métaphysiques. En fait, cette conception philosophique considérait que les connaissances douteuses sont fausses, et doivent donc être rejetées pour aboutir à une certitude. La psychanalyse moderne donne de cette conception une nouvelle vision : l'individu est dans la position d'un sujet qui étudie un objet (philosophie), et non dans une relation de sujet à sujet.
Dans les Principes de la philosophie (1644), Descartes considérait que la connaissance est comme un arbre, dont les racines sont la métaphysique, le tronc la physique, et les branches les autres sciences (mécanique, médecine et morale). Il bouleversa de la sorte la classification des connaissances définie par la scolastique.
Les méditations métaphysiques étaient donc plus une critique de la position scolastique, qu'une véritable révision de la métaphysique. De nombreux philosophes matérialistes du XIXe siècle ont amplifié cette critique, sous une forme ou une autre, écartant la métaphysique et la notion même de cause première, donc la substance issue d'Aristote.
On commença à voir s'affronter les conceptions mécanistes, et les conceptions  finalistes, qui, dans l'esprit de la philosophie d'Aristote, n'avaient que pour objet de fournir une méthode philosophique en vue d'une orientation éthique de l'existence.

#### Spinoza
Spinoza partagea certaines positions de Descartes. Il insistait toutefois davantage sur la perception et l'intuition dans le processus de connaissance.
Il fit une analyse critique de la Bible, et considéra qu'elle n'apportait pas une connaissance métaphysique suffisante. On a vu en effet que, par exemple, l'ancienne formulation du psaume 92 (93) n'était pas conforme aux théories héliocentriques.
Dans ses pensées métaphysiques, Spinoza introduisit une conception de la métaphysique qui différait sensiblement de la conception scolastique, introduisant une séparation entre la foi et le savoir de son époque. Les Pensées Métaphysiques conservaient néanmoins la division classique entre métaphysique générale et métaphysique spéciale :
La première partie du traité traite de la métaphysique générale, i.e. de l'être en tant qu'être :
- il distingue des types d'être : réel, de fiction, et de raison ;
- il distingue l'être de l'essence, de l'existence, de l'idée ;
- il traite des modalités de l'être : nécessaire, impossible, possible et contingent ;
- enfin, il traite de la durée, du temps, de l'un, du vrai, du bien, etc.

La deuxième partie traite de la partie spéciale de la métaphysique :
- Dieu, en tant qu'ens summum : éternité, unicité, immutabilité, simplicité, etc. De l'entendement et de la volonté de Dieu ;
- de la création et de l'esprit humain.

#### Leibniz
La philosophie de Leibniz est nettement métaphysique comme le montre son analyse de la substance

### XVIIIesiècle
Prise d'autonomie de la Raison
L'histoire de la philosophie occidentale, de Descartes à Kant, est principalement l'histoire d'une prise d'autonomie de la raison, puis d'une critique des possibilités de cette même raison : à l'âge classique, Descartes chercha à fonder un système de pensée sur un principe premier, le cogito, qui, dans son esprit, remplaçait la cause première (la substance). Le sens de l'être tendit alors à dépendre essentiellement d'une conception individuelle de Dieu, et la notion de substance devint caduque.
On a vu que Spinoza conserva pour l'essentiel les concepts d'Aristote. Il était plus nuancé que Descartes sur certains aspects de la connaissance : intuition, perception.

#### Christian Wolff et l'ontologie
Dans la métaphysique de Christian Wolff (Philosophia prima sive Ontologia (1729)), l'ontologie est définie comme une sous-partie de la métaphysique, la partie la plus générale par opposition aux trois disciplines de la « métaphysique spéciale », la théologie (Dieu), la psychologie (l'Âme) et la cosmologie (le Monde).
A un moment où les différentes sciences devenaient éparses, Wolf eut le mérite d'établir un système de classification cohérent des sciences, qui eut beaucoup d'influence dans le mouvement d'Aufklärung allemand. Kant fut formé à cette école.
Les prétentions de Wolf à établir des preuves de Dieu par la déduction rationnelle furent mal accueillies par certains de ses contemporains : elles rangent Wolf parmi les dogmatiques aux yeux de Kant.

#### Voltaire et le déisme
Sous l'effet du développement des sciences, les représentations sociales évoluèrent. Les progrès de la science laissaient penser que le monde était gouverné selon une loi universelle. Dieu fut comparé à un grand horloger gouvernant le monde. On parla d'un Être suprême.
Voltaire fut l'un des propagateurs de la notion d'Être suprême, que l'on trouve dans le déisme. Cette conception fut reprise par certains révolutionnaires (Robespierre) et évolua jusqu'à devenir un véritable culte pendant les phases les plus radicales de la Révolution française.

#### Kantet la critique de la raison
Une telle conception de la raison mérite que Emmanuel Kant s'y oppose.
Dans la Critique de la raison pure, en effet, Emmanuel Kant veut démontrer que la métaphysique ne peut plus revendiquer le statut de science à part entière, car elle procède indépendamment de l'expérience et par des  concepts philosophiques qui perdent de leur sens. Pour Kant, la métaphysique devient donc une science "analytique", car on ne parvient plus à en définir et à en exposer les concepts fondamentaux, et elle ne parvient plus à instruire sur ce qui est indépendant de notre expérience sensible. En particulier, il est impossible de faire de l'être un prédicat, puisque par définition l'être a une position absolue, hors de la portée de notre sensibilité.
En revanche, on peut connaître la constitution de notre connaissance, de notre entendement, et établir les limites de la raison pure spéculative : cette connaissance dite transcendantale permet, selon Kant, de refonder une nouvelle métaphysique de la nature et une métaphysique des mœurs (droit et éthique). Kant amorce ainsi le passage de l'absolu au transcendantal.
Cette conception revient à entériner la séparation entre la métaphysique générale et la métaphysique spéciale (la théologie, la psychologie rationnelle), faisant de la philosophie une théorie de la connaissance. 
Kant donne encore un troisième sens au terme métaphysique : "Une disposition indéracinable dans l'âme humaine", intérêt dont la raison humaine ne saurait se détourner quand bien même elle aurait démontré qu'aucune connaissance rationnelle du suprasensible n'est possible. 
Elle se développe surtout à partir de 1870 dans le néo-kantisme : Hermann Cohen, Ernst Cassirer...

## Période contemporaine

### XIXesiècle

#### Rejet de la métaphysique par les systèmes idéologiques
Au XIXe siècle, après la Révolution française, la révolution industrielle se développa à partir de l'idée de progrès technique et industriel. 
L'année 1825 fut une année charnière dans la réflexion sur un système philosophique global. Les systèmes qui eurent le plus de succès, outre les différentes utopies, furent des athéismes qui prirent le plus souvent la forme d'idéologies. La plupart de ces systèmes eurent en commun d'ignorer, ou même de combattre violemment, la métaphysique. Ils critiquèrent la métaphysique sur ses fondements. 

#### Saint-Simon (comte de) et Auguste Comte
Saint-Simon développa une utopie, qu'il appela le « nouveau christianisme », et qui n'était en réalité qu'une idéologie matérialiste : Dieu était remplacé selon lui par la gravitation universelle, et les êtres humains étaient reliés entre eux par des réseaux physiques (philosophie des réseaux). Il fut suivi par tout le courant saint-simonien et influença Marx, via quelques-uns de ses successeurs.
Dans la foulée des théories sur l'histoire de Saint-Simon, Auguste Comte, fondateur du positivisme, se proclama le successeur de Descartes, radicalisant le principe premier cartésien du cogito : il nia toute cause première. Comte imagina que l'humanité suivait une sorte de loi historique, qu'il appela la loi des trois états, qui, selon lui, ferait passer l'humanité d'un état théologique, dominé par Dieu, à un état métaphysique, dominé par des forces abstraites, et enfin à un état positif où tous les phénomènes (êtres, choses) seraient exprimables en langage mathématique. L'humanité était pour lui un Grand-Être, dont il se fit le grand prêtre. Il développa une conception  idéologique de la sociologie, allant jusqu'à donner une tournure pseudo-religieuse à sa philosophie : le positivisme religieux.
Le saint-simonisme et son prolongement le positivisme, eurent beaucoup de succès en France à partir du milieu du XIXe siècle, et jusqu'à la Seconde Guerre mondiale. Ils engendrèrent d'autres idéologies en France et dans la plupart des zones du monde : Europe continentale, Amérique latine, Grande-Bretagne (et USA), Union soviétique, ...
Les différentes formes de scientisme, le marxisme, ainsi que le nihilisme eurent aussi en commun de nier la métaphysique.

#### Nietzsche
Friedrich Nietzsche combat violemment la métaphysique. Il soutient, dès 1876, que la métaphysique a commis une erreur en cherchant l'immobile et l'éternel. Il existe selon lui un « ressentiment des métaphysiciens contre l'actualité », « une haine de même l'idée du devenir ». Nietzsche soutient la thèse selon laquelle tout, dans l'expérience humaine (les valeurs, les idées, etc.) a émergé de manière historique et s'arrêtera un jour. Il critique également la métaphysique sur ses aspects théologiques ainsi que la théorie de l'arrière-monde, qui divise le monde entre l'ici-bas et un là-haut. 
Toutefois, en critiquant la métaphysique et en proposant une anti-métaphysique, Nietzsche pose à son tour ce que certains exégètes ont considéré comme une théorie métaphysique en bonne et due forme. 
C'est à cette époque que l'encyclique catholique Fides et Ratio rappelle que les philosophies qui n'offrent pas d'ouverture métaphysique ne peuvent pas permettre l'intelligence de la Révélation.

#### Hegel
Georg Hegel pense la métaphysique. Les objets de la métaphysiques sont selon lui « les totalités, qui en elles et pour elles appartiennent à la raison, à la pensée de l'universel qui est concret en soi : l'âme, le monde, Dieu ».

#### Schelling
Friedrich Schelling construit parmi les derniers grands systèmes philosophiques qui partent de principes métaphysiques fondés rationnellement.

#### Néo-kantisme
Le courant du néo-kantisme se développa à partir de 1870, et développa l'idée de transcendance. Avec Ernst Cassirer, il se mue en "philosophie de la culture" et des formes symboliques.

## La métaphysique auXXesièclejusqu'à la Seconde Guerre mondiale
Il y a eu au XXe siècle plusieurs tentatives de dépassement ou d'approfondissement de la métaphysique ; il faut prendre garde que ce mot de dépassement a pris de nombreux sens, dont notamment : 
- le sens de destruction pure et simple de la métaphysique ;
- le sens de prise de conscience des limites de la métaphysique.

L'approfondissement fut incarné en France par la philosophie de l'esprit et la philosophie des valeurs qui utilisaient la méthode réflexive. On peut dater la fin de cette tendance avec le livre de Gabriel Madinier, Conscience et Signification, en 1953 : ultime sursaut de Madinier contre la critique du sujet par Merleau-Ponty.

### Le renouveau de la métaphysique en France
Mais la métaphysique va survivre notamment en réaction au positivisme, au scientisme et au traumatisme de la Première Guerre mondiale.
Cette résistance va s'incarner aussi contre une certaine tradition complexée par la suprématie des sciences : il faut noter par exemple cet effort étonnant du très catholique Léon Ollé-Laprune dans La philosophie et le temps présent qui consistait à montrer en quoi, aussi, la philosophie peut s'avérer comme science.
Si ces philosophes se rendent bien compte du fossé qui sépare la méthode scientifique de la méthode philosophique, ils espèrent que la philosophie se dirige vers l'exactitude.
La contestation métaphysique va commencer par s'incarner dans l'intuitionnisme d' Henri Bergson. Bergson a défini sa philosophie comme une "métaphysique de l'expérience" ou "métaphysique positive".
À la même époque, les idéalismes d'Octave Hamelin et de Léon Brunschvicg procèderont également de cette résistance. Léon Brunschvicg tentera de concilier une réflexion sur l'esprit avec le progrès des sciences.
Certains même, passeront d'abord par l'épistémologie et les sciences avant d'y renoncer (par insatifaction de l'idéologie du progrès) : ce sera le cas d'Edouard Le Roy et de René Le Senne.
Si Brunschvicg tente de concilier métaphysique et science, il laisse de côté ce qu'il ne tient que pour un mot et qui constitue l'objet par excellence de la métaphysique : l'Être. 
Spéculer, développer une ontologie est chose risquée à cette époque. 
Louis Lavelle et le spiritualisme français
Si l'on assiste pourtant à un renouveau de la métaphysique au XXe siècle dans sa plus haute majesté, c'est à Louis Lavelle que nous le devons. Isolé, ce métaphysicien entreprendra une grande épopée dialectique : analyser notre participation à l'absolu, c'est-à-dire retrouver derrière l'existence contingente des hommes ce qui les dépasse, à savoir l'esprit conçu comme Acte. Avec René Le Senne, Lavelle fonde la collection "philosophie de l'esprit" chez l'éditeur Aubier et rédige avec lui le manifeste introductif où ils défendent la cause de la métaphysique. 
Lavelle ouvre sur un grand courant de l'entre deux guerres en France : la philosophie de l'esprit française. Ceux qui peuvent être rattachés à cette tendance sont Maurice Blondel (philosophe) (bien qu'antérieur), René Le Senne, Gabriel Madinier, Gabriel Marcel, Nicolas Berdiaev, Georges Gusdorf, Aimé Forest, Jean Nabert, Maurice Nédoncelle etc.
La venue de l'existentialisme fera disparaître cette tendance dominante qui ouvre notamment sur le renouveau de la philosophie des valeurs en France.
Néanmoins, les philosophies dites existentialistes venues de Soren Kierkegaard (il est plus correct de parler de philosophies de l'existence) telles que celles de Heidegger (bien que sa recherche se porte plus sur l'Être en tant qu'horizon de sens ; de provenance) et de Sartre, auront le même combat que celui des spiritualistes même si les deux "camps" ne se sont pas vraiment entendus.
D'ailleurs, les métaphysiques de Lavelle, de René Le Senne et de Berdiaev rendent possible une éminente mise en valeur de l'existence humaine, du vécu quotidien ainsi que l'angoisse avant l'heure des phénoménologies existentialistes.
Mentionnons aussi l'introduction en France des philosophies de William James et Alfred North Whitehead par Jean Wahl.

### Rejet de la métaphysique: le Cercle de Vienne
Le Cercle de Vienne, ou positivisme logique, se fixe pour but de débarrasser la philosophie de la métaphysique, en appliquant à tout énoncé une analyse logique rigoureuse qui conduit à rejeter la métaphysique du domaine de la connaissance parce que ses énoncés sont dépourvus de signification et de possibilités de vérifications empiriques.
Dans cette perspective, tout énoncé doit pouvoir être analysé et renvoyé à quelque chose de réel, par exemple en répondant à des questions telles que :
- de quel énoncé S est-il déductible et quels énoncés sont déductibles de S ?
- comment S doit-il être vérifié ?

Cette critique logique, développée par Carnap par exemple, dénonce entre autres, les confusions du vocabulaire heideggérien. Dans cette perspective, la métaphysique est réduite à une poétique du vécu, qui exprime le sentiment que l'on a de l'existence, sans jamais renvoyer à quelque chose de scientifiquement attestable.
Le positivisme juridique (H. Kelsen) se place également dans une perspective qui nie la métaphysique ainsi que le "droit naturel". .
Selon Popper, «la théorie selon laquelle la création d’œuvres d'art ou de musique peut, en dernière analyse, être expliquée en termes de chimie ou de physique me paraît absurde.» Autrement dit les critères de validité et de falsifiabilité ne peuvent être exportés en dehors des théories scientifiques - ou de ce qui veut se faire passer pour tel (ex. la psychanalyse). 

### Heidegger, l'existentialisme
La question de l'être est au fondement des différentes formes de l'existentialisme et une des œuvres philosophiques les plus influentes du XXe siècle, celle de Heidegger, est tout entière orientée par cette recherche. Chez ce dernier, comme chez Sartre, le sens ne vient à l'être que grâce au néant, ce qui retrouve peut-être ainsi une intuition fondamentale des premiers théologiens (voyez Denys l'Aréopagite) et de la mystique.
La venue de l'existentialisme fera disparaître cette tendance dominante qui ouvre notamment sur le renouveau de la philosophie des valeurs en France.
Néanmoins, les philosophies dites existentialistes (il est plus correct de parler de philosophies de l'existence) telles que celles de Heidegger (bien que sa recherche se porte plus sur l'Être en tant qu'horizon de sens ; de provenance) et de Sartre, auront le même combat que celui des spiritualistes même si les deux "camps" ne se sont pas vraiment entendus.

### Découvertes scientifiques fondamentales
Le XXe siècle n'a pas éliminé la métaphysique, mais il a gravement remis en question les raisons de distinguer celle-ci de la physique. Un exemple en est dans les réflexions métaphysiques de Michel Bitbol à propos de la physique quantique dans « Mécanique quantique, une introduction philosophique » (Flammarion, 1996).
Parmi les physiciens qui ont développé des recherches posant ce type de questions, on peut citer Louis-Victor de Broglie, Werner Heisenberg, Max Planck, et Erwin Schrödinger.

### Place de la métaphysique dans la philosophie analytique et continentale
Il semble que la conception de la métaphysique actuellement soit assez différente entre la philosophie continentale et la philosophie analytique (anglo-saxonne). Ceci est sans doute un héritage de l'Histoire.
En philosophie continentale, on se contente d'étudier les conséquences des évolutions scientifiques sur un plan intellectuel. En philosophie analytique, ces conséquences sont analysées sur un plan beaucoup plus pratique : métaphysique descriptive, philosophie du langage, philosophie de l'esprit, et leurs rapports avec les sciences cognitives.
On trouve en particulier plusieurs métaphysiciens marquants dans le monde anglo-saxon, comme Peter Strawson, David Lewis, ou John F. Wippel.
Le philosophe français Jean-Pierre Dupuy (proche de René Girard) s'est intéressé aux sciences cognitives, dans l'un de ses ouvrages récents : aux origines des sciences cognitives (2005). Cette prise de conscience est récente en philosophie continentale.

## Conclusion
Le XXe siècle n'a donc pas éliminé la métaphysique, mais il a gravement remis en question les raisons de distinguer celle-ci de la physique. On en trouvera un exemple dans les réflexions métaphysiques de Michel Bitbol à propos de la physique quantique dans « Physique quantique, une introduction philosophique ».